# Pilaria discicollis
Pilaria discicollis là một loài ruồi trong họ Limoniidae. Chúng phân bố ở miền Cổ bắc.